# René Laederich
Ferdinand René Laederich, né le 10 juillet 1861 à Mulhouse et mort le 18 mars 1932 à Paris 7e, est un industriel du textile dans les Vosges, régent de la Banque de France et président du syndicat général de l'industrie cotonnière.

## Biographie

### Patron d'une entreprise familiale

#### Héritier d'une dynastie industrielle
Ferdinand René Laederich est issu d'une famille alsacienne protestante, originaire de Suisse et installée en Alsace depuis le XVIIe siècle. Il est le petit-fils de Charles Laederich (1800-1870), fondateur à Mulhouse de l'entreprise Charles Laederich et Cie, une firme de négoce et de commission en tissus, et le fils de Charles Laederich (3 juillet 1831, à Mulhouse - 7 juillet 1899, à Épinal), industriel cotonnier, fondateur en 1865 de la firme Charles Laederich fils et Cie avec son associé Jules Favre, négociant mulhousien. Après l'annexion de l'Alsace par l’Empire allemand en 1871, il installe sa société à Épinal dans les Vosges.

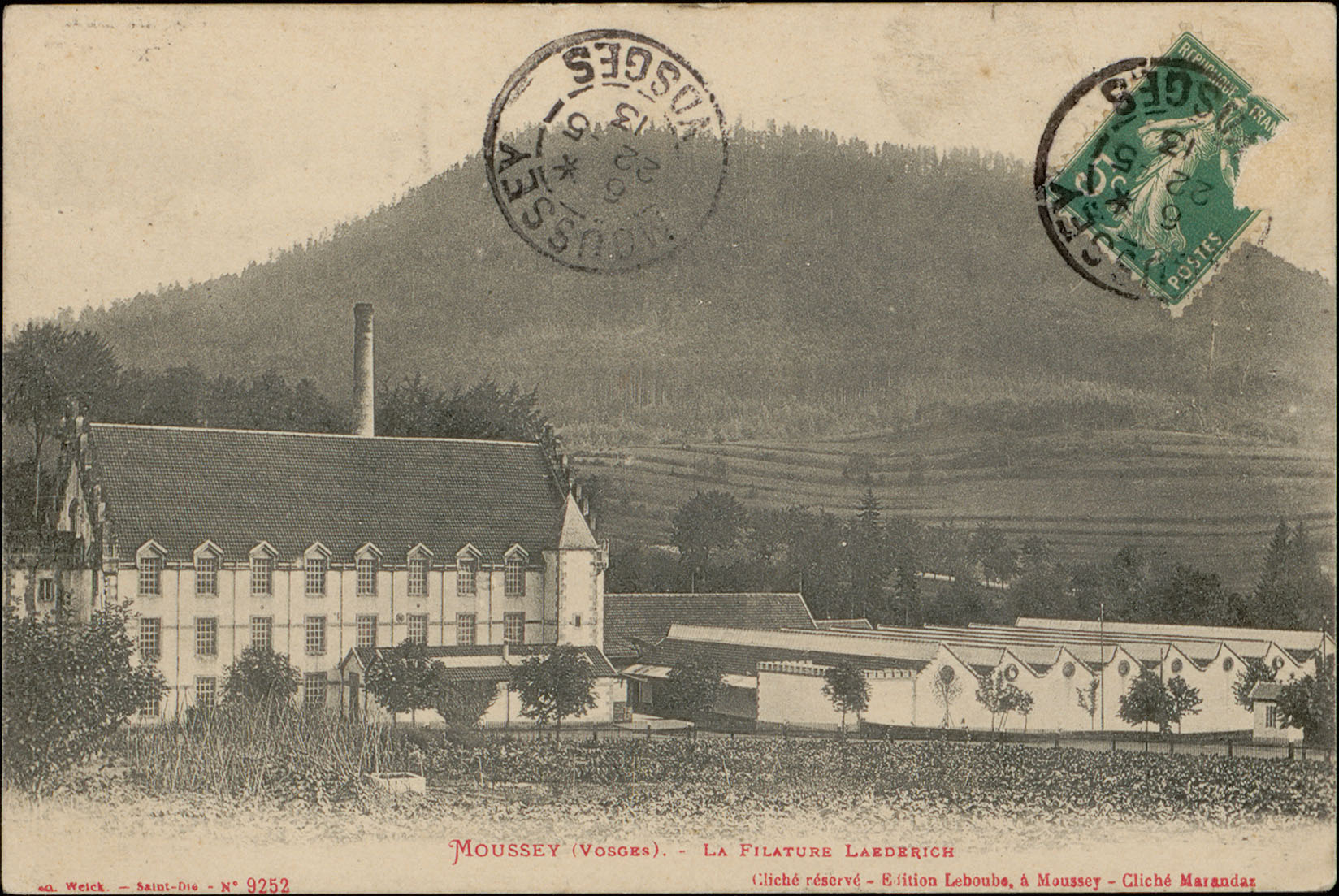
Filature Laederich à Moussey
Carte postale Adolphe Weick.

En 1897, avec d'autres industriels, Charles Laederich entre en possession des filatures et tissages de La Petite-Raon et de Moussey et crée l'entreprise « Filatures et Tissages de Moussey », tout en louant et en exploitant une dizaine d’autres usines au Val d’Ajol, à Bussang, et à La Bresse. Il est membre de la Société industrielle de Mulhouse à partir de 1865 et de la Chambre de commerce d'Epinal à partir de 1893.
René Laederich est l'un des deux fils de Charles Laederich et de Marie Emile Kunzer (1840- 1920). Il est ingénieur civil des mines. Il entre comme associé dans la société en nom collectif Charles Laederich et Cie en 1891, avec un apport de 50 000 francs, ce qui porte le capital à 450 000 francs,. Depuis la mort de Jules Favre en 1897, la société est seulement administrée par des membres de la famille Laederich.
Il épouse en 1892 à Mulhouse Anna Maria Favre (1870-1951), fille d'Anna Koechlin et d'Albert Favre, neveu de Jules Favre,. Le couple a trois enfants, deux filles, Andrée (1896-1987) et Nicole (1899-1990), et un garçon, Georges Laederich (1898-1969), qui succèdera à son père à sa mort en 1932. Andrée épouse en 1918 le baron Henri de Turckheim, protestant, un des fils du baron Adrien de Turckheim, membre du conseil d'administration de la Compagnie des chemins de fer de l'Est comme René Laederich, Nicole épouse en 1919 Robert Verdet-Kleber, fils d'un industriel également protestant, du papier, à Rives (Isère). Leur mariage religieux a lieu à Paris, au temple protestant de l'Étoile, avenue de la Grande-Armée.

#### Industriel du textile dans les Vosges
À la mort de son père en 1899, Ferdinand René Laederich prend la succession de la Maison de filature et tissage de coton Charles Laederich Fils et Cie. René Laederich investit principalement dans les usines qu’il possède (à Moussey notamment) et ne reprend pas les usines que son père louait. Son entreprise est alors imposante pour l'époque avec trois filatures, cinq tissages et 1 200 salariés. Il fonde une société en 1908, le Comptoir industriel cotonnier (CIC). Sont administrateurs René Laederich, son frère Charles Roger et un industriel spinalien, Edmond Chevalier.
Il poursuit sa politique de concentration industrielle après la guerre, achète des filatures et tissages et fonde en 1924 les « Établissements Laederich »,. Le conseil d'administration de cette société anonyme familiale est composé de René Laederich, de son fils Georges Laederich et de ses deux gendres, le baron Henri de Turckheim et Robert Verdet-Kleber. Le capital de cette société s'élève à 11 400 000 francs en 1929. En 1925, René Laederich fait entrer ses deux filles, Andrée et Nicole, comme associées de la firme Charles Laederich fils et Cie mais seuls René et son fils Georges, associé depuis 1920, sont associés-gérants. Le capital est fixé à 600 000 francs : 300 000 francs pour René Laederich, 150 000 francs pour son fils, 75 000 francs pour Andrée et le même montant pour Nicole, ce qui correspond à leurs parts respectives des bénéfices éventuels.
Ses filatures et tissages se situent dans les Vosges, dans la vallée du Rabodeau à Moussey et La Petite-Raon, ainsi que dans la vallée de la Moselle, à Rupt-sur-Moselle, mais aussi au Haut-du-Them, en Haute-Saône. Il mène dans ses usines une politique paternaliste, faisant construire des cités ouvrières, instituant une maternité et des crèches et menant une lutte active contre l'alcoolisme de ses ouvriers,.

### Régent de la Banque de France
Son grand-père Charles Laederich a été administrateur de la Banque de France de Mulhouse, du 14 décembre 1843 à 1870. Son père, Charles Laederich, est administrateur de la Banque de France d'Épinal de février 1872 à sa mort en 1899.
René Laederich est aussi administrateur de la Banque de France d'Épinal à la suite de son père, du 25 juillet 1899 à 1913, puis est élu, par cooptation, régent de la Banque de France (XVe siège) du 30 janvier 1913 jusqu'à son décès le 18 mars 1932, ce qui contribue à faire de lui un membre des deux cents familles. Il y siège aux côtés de banquiers de la « haute banque » protestante ou juive et d'autres industriels. L'influence des régents industriels y progresse avec lui et le sidérurgiste François de Wendel, régent depuis 1913 également.
Il intègre en 1923 un cercle parisien élitiste, le Cercle de l'Union artistique, avec comme parrains deux banquiers, Georges Heine, également régent, et William d'Eichthal, futur régent.

### Administrateur de sociétés et animateur d'organisations patronales du textile
René Laederich siège au conseil d'administration de la Blanchisserie et teinturerie de Thaon (BTT), à la suite de son père, avant la Première Guerre mondiale. Il s'oppose à son directeur, Armand Lederlin, protestant également, dénonçant son « autoritarisme farouche et jaloux » et l’accusant de népotisme, de faire de Thaon « un fief, une chose de famille ». Il s’oppose aussi à « l’aventure et la mégalomanie » de la direction, surtout depuis « l’adjonction de Paul Lederlin à son père comme codirecteur » en 1904. De ce fait, en octobre 1907, lors de l’assemblée générale des actionnaires, Lederlin le présente comme un « opposant irréductible » et demande aux actionnaires de lui retirer son mandat d’administrateur, ce qui est voté. Cela indigne Laederich : « Un directeur demandant la tête d’un administrateur, c’est presque un employé demandant la tête de son patron ». Il n’hésite pas à assigner le président du conseil d’administration de la BTT, Georges Juillard-Hartmann, devant le tribunal de commerce d’Epinal. Une procédure de conciliation lui donne raison ; il redevient administrateur en décembre mais démissionne peu de temps après. En 1910, il tente de fonder une entreprise concurrente de la BTT, avec Victor Peters de Nomexy, d’autres industriels de Cornimont, et Paul Cuny. Mais le directeur pressenti se rétracte, sous la pression de la BTT, et Lederlin sut détacher d’eux Cuny, en le faisant nommer administrateur de la BTT en 1910. Laederich et ses alliés doivent abandonner leurs projets. Le conflit entre Armand et Paul Lederlin, devenu seul directeur en 1909, et Laederich se prolonge par la suite, lorsque ce dernier soutient les projets de Marcel Boussac de développer le blanchiment et la teinture dans ses usines des Manufactures de Senones. Cela donne lieu à un procès entre Boussac et Paul Lederlin, de 1926 à 1929,.
Dans les Vosges, il siège notamment au conseil d’administration de sociétés de Marcel Boussac, les filatures et tissages de Nomexy (1917), la filature de coton de Rambervillers et surtout les Manufactures de Senones – société anonyme depuis septembre 1919. C'est qu'il a contribué à l'implantation de Boussac dans les Vosges avec Paul Lederlin,. Il est administrateur de la SA des anciens établissements Edmond Chevalier à sa fondation en 1924. 
Il est aussi membre du conseil d'administration de plusieurs autres sociétés : la Compagnie des chemins de fer de l'Est à partir de 1917, la Compagnie des Docks et entrepôts du Havre, à partir de 1921 - il finit par présider son conseil d'administration - , la société Pâtes, papiers et textiloses (fondée en 1918 au capital de 15 millions de francs et présidée par Eugène Touron), les compagnies d’assurances Le Phénix (Phénix-vie, Phénix-incendie) ; il est vice-président depuis au moins 1916. 
Vice-président du Syndicat cotonnier de l'Est à partir de 1901,, il est membre à partir de 1902 du comité de l'Union des syndicats patronaux des industries textiles de France et préside le Syndicat général de l'industrie cotonnière, de 1919 ou 1920 à son décès. Il succède à cette dernière fonction à l'industriel de Rouen Casimir Berger, mort en mars 1919 à 80 ans,. Il est à ce titre l'un des vice-présidents de l'Union des syndicats patronaux de l'industrie textile. Il siège aussi au comité de direction de l'Association cotonnière coloniale.
Il conserve des liens avec l'Alsace. Il est membre à partir de 1904 de la Société industrielle de Mulhouse et fait partie du conseil de surveillance de la Banque de Mulhouse ainsi que de son comité de direction.
Il est nommé en 1913 conseiller du commerce extérieur de la France puis est élu vice-président du Comité national des conseillers du commerce extérieur de la France, jusqu'à sa démission en 1924.

### La Première Guerre mondiale et la reconstruction
Son frère aîné, Charles Roger, secrétaire d'ambassade, meurt au front en Belgique en novembre 1914, à 54 ans ; ce diplomate de carrière, lieutenant de réserve, s'était porté volontaire par patriotisme.
Durant la « Grande Guerre », il préside l’Association des sinistrés des Vosges et devient l’un des dix vice-présidents de la Fédération des associations départementales des sinistrés, présidée par Louis Nicolle, industriel textile du Nord, aux côtés notamment du député de Nancy Louis Marin et de Maurice de Wendel. Il est en outre trésorier de l’Association centrale pour la reprise de l’activité industrielle dans les régions envahies, fondée en novembre 1915 par les industriels du Nord et de l’Est du textile, du sucre, de la métallurgie, des houillères, et président du Consortium (ou comptoir) cotonnier français, fondé en décembre 1917 à l'initiative de l'État pour « traiter toutes les opérations d’importation de cotons, revendre les cotons aux négociants ou les consigner chez les négociants ou banquiers en attendant leur réalisation ».
Il préside aussi le Comptoir central d’achats industriels pour les régions envahies, à partir de 1919 ou plutôt 1920, remplaçant à sa tête Charles Laurent, nommé ambassadeur à cette date. Cet organisme est dissout en 1928. Il fonde en 1921 et préside l’Union industrielle de crédit pour la reconstitution,. Cette société a été fondée sous les auspices de l’Association centrale pour la reprise de l’activité industrielle et du ministère des régions libérées, à la suite de la loi du 31 juillet 1920. Il est aussi administrateur du Crédit national dès sa fondation en 1919.
René Laederich, dans les années 1920, participe à des réunions douanières nationales ou internationales. Le gouvernement l'a désigné en 1920 pour discuter avec des industriels allemands de la « reprise de relations économiques » entre la France et l’Allemagne, aux côtés de Jacques Seydoux, alors sous-directeur des relations commerciales au Quai d'Orsay et d'autres industriels. Dans la perspective de la conférence de Gênes de 1922, il est l'un des experts lors de réunions interministérielles à Paris avec d'autres patrons. Il est en novembre 1923 l’un des conseillers techniques à la conférence internationale sur les simplifications des formalités douanières, organisée à Genève par la SDN, du 15 octobre au 3 novembre. L’année suivante, il est choisi par le ministre Eugène Raynaldy pour participer aux négociations commerciales avec l’Allemagne, avec des hauts-fonctionnaires, dont Seydoux, et d’autres patrons (Fougère, Mathon, Duchemin, Petiet, Dalbouze, Dal Piaz, etc.). En 1927, il fait partie des 34 experts membres de la délégation française à la conférence économique de Genève, sous l’égide de la SDN, qui s’est tenue en mai. La France y était représentée par cinq délégués, dont Louis Loucheur et Henri de Peyerimhoff, mais aussi Léon Jouhaux de la CGT. Il y figure comme expert de l’industrie textile du coton, aux côtés des représentants de la soie (Fougère), de la laine (Mathon et Dubrulle), des textiles artificiels (Gillet), et des autres représentants des autres branches industrielles (Marlio, Ernest Mercier, Théodore Laurent, Lambert-Ribot, Duchemin, Pierre-Ernest Dalbouze, etc.). L’année suivante, il est nommé par un arrêté signé par Maurice Bokanowski membre du comité consultatif des accords commerciaux.
Il est l'un des membres de la section française du Comité franco-allemand d'information et de documentation (de) (CFAID). Ce comité, fondé à Luxembourg en mai 1926 et patronné par l'industriel luxembourgeois Émile Mayrisch, a été initié par Pierre Viénot, premier directeur de son bureau allemand à Berlin. Laederich y siège aux côtés d'autres figures du monde patronal français comme Charles Laurent, premier président du comité français et ancien ambassadeur en Allemagne, René-Paul Duchemin, président de la Confédération générale de la production française, Ernest Mercier, Fougère, John Dal Piaz, Louis Marlio, Peyerimhoff, l'industriel du sucre Edmé Sommier ou Théodore Laurent et de personnalités comme Seydoux, Eugène Julien, évêque d'Arras, Arthur Fontaine, le germaniste Henri Lichtenberger, Pierre Lyautey, directeur de l'Association de l'industrie et de l'agriculture françaises, Lucien Romier, Félix de Vogüé ou Wladimir d'Ormesson. Il le quitte en 1930,,,.

### Un protestant de droite aux engagements politiques plus ou moins discrets
C'est un protestant de droite, antidreyfusard, alors que les protestants antidreyfusards étaient « aussi peu nombreux que ne l’étaient symétriquement les catholiques dreyfusards ». Il s’est vu refuser la Légion d’honneur en 1911 sous la pression du préfet des Vosges, de parlementaires vosgiens et de patrons de gauche comme Armand Lederlin car ils le jugeaient « réactionnaire ». Il est hostile au Cartel des gauches dans les années 1920. Lorsque Édouard Herriot, président du conseil, tente de convaincre les compagnies de chemin de fer de réintégrer les grévistes de 1920-21 et engage publiquement son cabinet sur cette question, et alors qu’un administrateur de la Compagnie des chemins de fer de Paris à Lyon et à la Méditerranée (PLM) propose d’aider le gouvernement à « sauver la face », Laederich, administrateur de la Compagnie de l’Est, affirme lui que les compagnies n’ont « aucun motif de sauver la face du gouvernement ». En outre, avec ses collègues du conseil de régence de la Banque de France Édouard de Rothschild et François de Wendel, il a œuvré pour que ce conseil refuse de suivre les projets financiers du ministre des finances Anatole de Monzie à propos de la consolidation des bons de la défense nationale, ce qui a contribué à la chute du gouvernement dirigé par Édouard Herriot en avril 1925. Le conseil de régence exigeait alors la fin des dépassements des avances au gouvernement Herriot, autorisées jusqu’alors aux gouvernements précédents, et le remboursement d’un milliard de francs. Il contribue par ailleurs au financement du journal de Gustave Hervé, La Victoire, à partir de 1924 ou 1925. Hervé est alors un nationaliste admirateur du fascisme italien et un partisan de la réconciliation franco-allemande,. Son fils Georges Laederich poursuivra son appui jusqu'en 1938. Ce dernier est l'un des fondateurs en 1927 et l'un des deux vice-présidents de la fédération vosgienne de la Fédération républicaine de Louis Marin et il s'occupe du financement des candidats de droite lors des élections législatives dans les Vosges à partir de 1926.
René Laederich n'a brigué aucune fonction politique électorale. 
René Laederich est secrétaire général avant 1914 puis vice-président en 1925 d'un lobby patronal protectionniste, spécialisé dans les questions douanières, l'Association de l'industrie et de l'agriculture françaises (AIAF). Il préside sa commission coloniale, fondée en 1926, tout en étant président de la section des textiles du Conseil supérieur des Colonies. Au sein du Conseil supérieur des colonies, il milite pour « l'accroissement de la prospérité de nos colonies » car « nous avons besoin de colonies prospères pour y écouler nos produits », les tissus notamment, surtout dans le contexte de la crise de 1929.
Son nom est apparu en 1926 parmi les quelques signataires français (avec René-Paul Duchemin, président de la Confédération générale de la production française, Henri de Peyerimhoff, Étienne Fougère, Richemond, président de l'Union des industries et métiers de la métallurgie, et quatre banquiers, notamment Horace Finaly), d'un « manifeste international pour la liberté économique », signé par des industriels et banquiers européens et américains. Le magazine américain Time soulignant que la signature des Français est étonnante, du fait de « l'arch-protectionist predilections of Frenchmen ». De fait, une petite délégation (dont fit partie Laederich avec Fougère, Duchemin et Peyerimhoff) est allée trouver le ministre du commerce Maurice Bokanowski pour se justifier et se désolidariser en partie du manifeste, même si Laederich et ses collègues s'alarment contre le « nationalisme douanier » : ils lui affirment qu’ils n’ont pas pris part aux discussions et qu’ils ont refusé de signer en juin, ne signant qu’une note indépendante presque analogue. Ils se déclarèrent pour « la suppression des obstacles au commerce européen » car ils ont la conviction que « dans l’établissement de la liberté économique gît le plus sur espoir de rétablir le commerce et le crédit du monde entier ». Les signataires précisent que le rétablissement d’une « monnaie saine » est nécessaire, et que ce rétablissement sera facilité par le rétablissement de « relations économiques entre les peuples sur des bases normales favorisant les échanges commerciaux ». Ce qui implique la condamnation de la « rigidité excessive des barrières tarifaires », des « exagérations, directes ou indirectes, de protectionnisme », des « obstacles apportés aux transactions internationales par des réglementations abusives des transports ». Il convient donc de supprimer ces « barrières artificielles », car « il est impossible à aucun État moderne de vivre et de prospérer, sans entretenir avec les autres États des rapports commerciaux ».
Il est également premier vice-président du Comité général des assurances, le lobby des compagnies privées d'assurances. Il en a refusé la présidence.
Il meurt en mars 1932. La levée de son corps, à son domicile parisien au 25, rue Barbet-de-Jouy, est relatée par des journaux de la bourgeoisie comme le Journal des débats et Le Temps. Son fils et sa famille y ont accueilli « une assistance empressée » composée de personnalités : le maréchal Hubert Lyautey et son épouse, et des figures du monde parisien et du monde patronal que René Laederich a fréquentées. Les obsèques ont lieu dans les Vosges et il est inhumé au cimetière de Moussey,,.

## Décorations
- Chevalier de la Légion d'honneur (1920)
- Officier de la Légion d'honneur (1925)